# Iothia megalodon
Iothia megalodon is een slakkensoort uit de familie van de Lepetidae. De wetenschappelijke naam van de soort is voor het eerst geldig gepubliceerd in 2011 door Warén, Nakano & Sellanes.